# Rationalisering (ekonomi)
Rationalisering är en åtgärd som vidtas för att öka produktiviteten i en verksamhet. Det kan ske antingen genom att minska kostnaderna med bibehållen produktion eller genom att öka produktionen med bibehållna kostnader.